# Krigsveteran

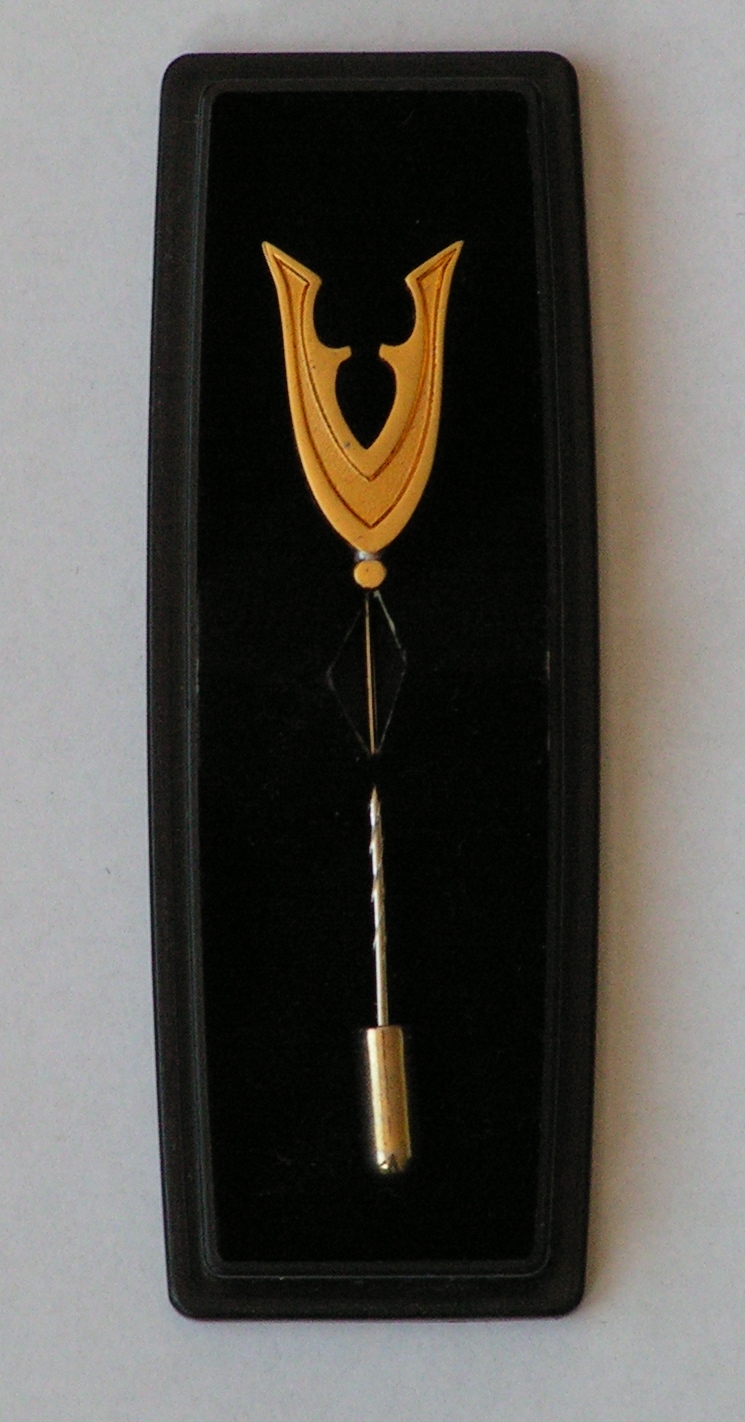
Veterannål från Nederländerna

En krigsveteran är person som deltagit i ett eller flera krig. Termen kommer av latinets vetus, som betyder "gammal". I romarriket betecknade termen den som pensionerats från militärtjänst. 

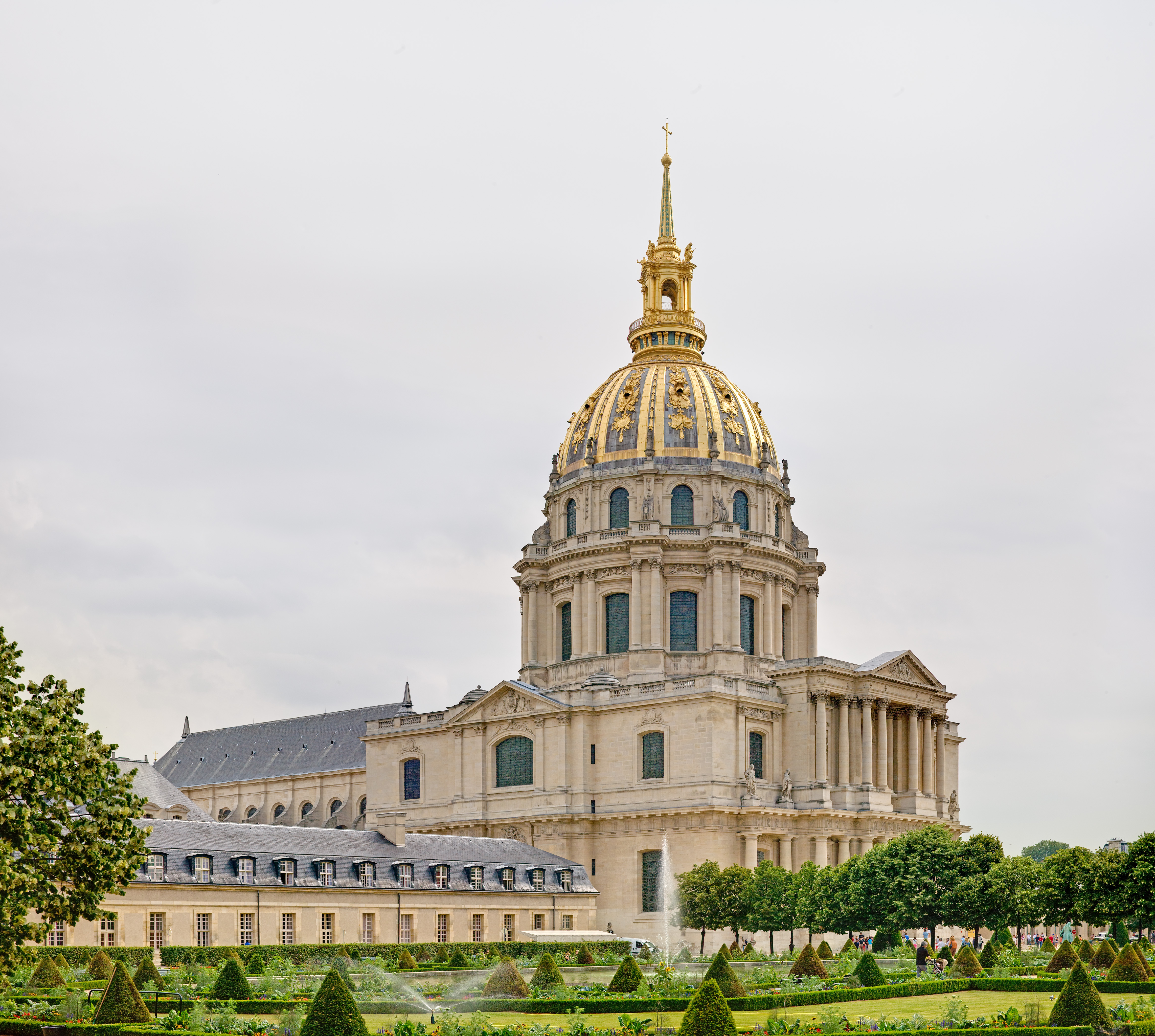
Hôtel des Invalides är ett franskt sjukhus för veteraner

## Historia
Under antiken var Romerska riket veteraner soldater som hade slutfört 20 års tjänst. De började vanligen vid 16 års ålder.

## Effekter på människan
Krigets hemskheter har en stor inverkan på människor. De som själva deltagit i strider eller blivit utsatta för dem kan bära på livslånga sår. Många krigsveteraner finner det svårt att gå tillbaka till ett normalt liv. Detta såg man i Sverige efter 1809 då krigsveteraner framled sitt liv i armod och där många begick självmord. Att självmorden är vanligare bland veteraner än andra är väl känt även internationellt. Kriminalitet och känslor av meningslöshet är inte ovanliga. Posttraumatiskt stressyndrom är inte ovanligt och kan yttra sig på många olika sätt.

## Internationellt
Det finns The World Veterans Federation - Världsveteranförbundet.  De organiserar 170 veteranorganisationer från 89 länder.
Många länder har särskilda insatser från regering, där veteraner åtnjuter rätt till extra semester, vård eller annat. I många länder ges speciella medaljer till veteraner.

### Finland
Veteraner åtnjuter särskilda pensionsförmåner. Det var två organisationer: Finlands Krigsveteranförbund och Frontveteranernas förbund.

### Norge
Forsvarets Veteranadministrasjon sköter mycket tillsammans med Norges Veteranforbund for Internasjonale Operasjoner. De har även Forsvarets veteransenter - Bæreia.

### Ryssland
Enligt lag ges "pension på förmånliga villkor", vilken dock är ganska blygsam. De ges även ett visst socialt stöd, men frivilligorganisationer som "Soldatmödrarna" spelar en viktig roll.

### Storbritannien
The Royal British Legion (RBL), är mycket kända och deras symbol - oftast en röd vallmoblomma (bland vit) bärs av många. Det är Storbritanniens största organisation. Det finns även en SSAFA Forces Help.

### Sverige
Försvarsmakten har valt att definiera en veteran som någon som har genomfört en insats internationellt eller inom landet, med eller utan vapen. Helt enkelt någon som varit anställd i Försvarsmakten. Den som har genomfört en internationell insats benämns utlandsveteran och för dem har Försvarsmakten ett lagstadgat uppföljningsansvar.
Sedan 2010 finns en veteranadministration inrättad i Försvarsmakten. Tillsammans med lokal personal vid respektive förband följer dessa upp utlandsveteraner och arbetar med stöd till veteraner och anhöriga.
Tillsammans med andra myndigheter som har personal i utlandet hedrar Försvarsmakten sina veteraner den 29 maj, veterandagen. Veteraner, anhöriga och allmänhet är välkomna att delta på veterandagen. I samband med veterandagen 2013 invigdes minnesmonumentet Restare. 2014 uppmärksammades särskilt de veteraner som deltagit i Kongoinsatsen 1961-64 med anledning av att det var 50 år sedan insatsen avslutades.
För veteraner och/eller anhöriga som behöver stöd till följd av insats finns personal både centralt och lokalt i Försvarsmakten som arbetar med veteran- respektive anhörigstöd. Utöver detta finns fyra ideella organisationer som arbetar tillsammans med Försvarsmakten. Dessa är Sveriges veteranförbund fredsbaskrarna , Invidzonen , Idrottsveteranerna och Svenska soldathemsförbundet . Mer om Försvarsmaktens arbete med veteraner och anhöriga finns att läsa på https://web.archive.org/web/20150612040558/http://www.forsvarsmakten.se/veteran.

### Tyskland
I Tyskland medförde de dåliga veteranförmånerna under mellankrigstiden till social instabilitet, som utnyttjades för nazisternas maktövertagande. Idag finns Kyffhäuserbundes, som tillsammans med statliga Sozialverband VdK Deutschland hjälper veteraner.  (Dessutom finns ett särskilt förbund för krigsblinda) Därtill finns Reservistenverband, .

### USA
USA har efter sina många krig många krigsveteraner. Dessa får särskild vård och ett visst stöd från samhället. Ofta finns särskilda avdelningar på nationella myndigheter som har hand om veteranfrågor. Det finns ett Military Community and Family Policy (MC&FP) program - särskilda program för militärfamiljer. Det finns sedan 1989 ett federalt statsdepartement för veteranfrågor: USA:s veterandepartement.

### Kanada
Den sista veteranen från första världskriget var född i Kanada, John Babcock, och han avled den 19 februari 2010.